# ビッグ対談
ビッグ対談（ -たいだん）は、NHK教育テレビで1985年4月6日から1988年3月5日まで放送されたテレビ番組である。
NHKラジオ第2でも1985年4月28日から1988年3月まで、一部再構成された音声で再放送されていた。

## 概要
各分野で活躍し、大きな影響力を持つ著名人の2人が1つのテーマでじっくりと対談する教養番組であった。

## 放送時間
- テレビ
  - 第1土曜日 21:00 - 22:30

## 放送リスト
| タイトル                                | 出演者     | 出演者                 | 放送日        |
| --------------------------------------- | ---------- | ---------------------- | ------------- |
| 歴史を見る・時代を読む                  | 江上波夫   | 五木寛之               | 1985年4月6日  |
| 舞台は人生 人生は舞台                   | 杉村春子   | 森繁久彌               | 1985年6月1日  |
| 日本文化をみる目                        | 桑原武夫   | 堀田善衛               | 1985年8月3日  |
| 芸術の直感・科学の予見                  | 武谷三男   | 林光                   | 1985年9月7日  |
| 人間・人間を超えるもの                  | 遠藤周作   | 河合隼雄               | 1985年10月5日 |
| 天地の界に遊ぶ 自然の精妙・人間の味     | 濱谷浩     | 開高健                 | 1985年11月2日 |
| 時代の風をつかむ お客の心・商いの知恵   | 中内㓛     | 藤山寛美               | 1985年12月7日 |
| 言葉のちから・詩のこころ                | 金子兜太   | ドナルド・キーン       | 1986年1月11日 |
| 人はなぜものを創るか                    | 淀井敏夫   | 中根千枝               | 1986年2月1日  |
| 経済の論理 人間の論理                   | 都留重人   | 長谷川周重             | 1986年3月1日  |
| 教育とは何だ                            | 住井すゑ   | 山田洋次               | 1986年4月19日 |
| 日本とアメリカの間                      | 大河原良雄 | ジェラルド・カーチス   | 1986年6月7日  |
| 独創をめざし独走す                      | 中川一政   | 柳田聖山               | 1986年7月5日  |
| 国際化時代を生きる                      | 盛田昭夫   | 城山三郎               | 1986年8月2日  |
| 幸福のありか・知のゆくえ                | 久野収     | 瀬戸内寂聴             | 1986年9月6日  |
| 独創性を育てる                          | 永井道雄   | 西澤潤一               | 1986年10月4日 |
| 日本文学・いままでとこれから            | 河盛好蔵   | 安岡章太郎             | 1986年11月1日 |
| 人間・この愛すべきもの                  | 早石修     | 渡辺淳一               | 1986年12月6日 |
| 東と西，その美と真実                    | 吉田秀和   | 辻邦生                 | 1987年1月10日 |
| ブッダの知恵・ニュートンの科学          | 中村元     | 佐藤文隆               | 1987年2月7日  |
| 伝統の流れに新しい水を汲む              | 東山魁夷   | 中村歌右衛門           | 1987年3月7日  |
| イメージの発見・人間の発見              | 武満徹     | 羽仁進                 | 1987年4月4日  |
| 生と死をみつめる                        | 曽野綾子   | アルフォンス・デーケン | 1987年5月2日  |
| 経済の論理・文化の論理                  | 鈴木治雄   | 堤清二                 | 1987年6月6日  |
| 創ること，伝えること 音楽と言語学の対話 | 團伊玖磨   | 西江雅之               | 1987年7月4日  |
| 歴史を見つめる目                        | 木下順二   | 澤地久枝               | 1987年8月1日  |
| 独創とはなんだ                          | 広中平祐   | 岡田節人               | 1987年9月5日  |
| からだと出会う                          | 野口三千三 | 山口昌男               | 1987年10月3日 |
| 言葉のかたち・言葉のいのち              | 飯田龍太   | 塚本邦雄               | 1987年11月7日 |
| 人間は誰でも無限の可能性をもっている    | 水上勉     | 宮城まり子             | 1987年12月5日 |
| 私たちはいま，どこにいるか 主体性の再建 | 隅谷三喜男 | 大江健三郎             | 1988年1月9日  |
| 人間・この“けったいなる”生き物          | 梅原猛     | 河合雅雄               | 1988年2月6日  |
| 都市の再生・都市の創造                  | 芦原義信   | 山崎正和               | 1988年3月5日  |